# Andrea Mayr
Andrea Mayr (* 15. Oktober 1979 in Wels) ist eine österreichische Langstreckenläuferin und Ärztin. Sie ist vielfache österreichische Meisterin, zweifache Olympionikin (2012, 2016), dreifache Europameisterin sowie siebenfache Weltmeisterin im Berglauf, Vizeeuropameisterin im Duathlon (2014) und Weltmeisterin im Skibergsteigen (2017).

## Werdegang
Andrea Mayr ist sowohl Rekordwelt- (2006, 2008, 2010, 2012, 2014, 2016, 2023) als auch Rekordeuropameisterin (2005, 2013, 2014, 2015) im Berglauf und damit die erfolgreichste Athletin in der Geschichte dieser Disziplin. Außerdem ist sie mehrfache österreichische Meisterin im 10.000-Meter-Lauf, im 3000-Meter-Hindernislauf und im Crosslauf.
Zu ihren Erfolgen im Treppenlauf gehören unter anderem drei Siege beim Empire State Building Run-Up (2004, 2005, 2006), wo sie seit 2006 mit 11:23 Minuten den Streckenrekord hält. Bemerkenswert ist die Tatsache, dass sie jeden Treppenlauf, an dem sie teilgenommen hat, auch gewinnen konnte. Teilweise hätte sie mit ihren Zeiten in der Herrenwertung Top-Ten-Plätze belegt.
Seit 2004 ist sie auch im Radsport aktiv und wurde in den Jahren 2004, 2006 und 2013 österreichische Bergmeisterin.
2004 wurde sie in Belgien Vierte bei der Duathlon-Weltmeisterschaft.
2006 erfolgte die Aufnahme in das Heeressportzentrum des Österreichischen Bundesheers. 2007 wurde sie in der Schweiz Berglauf-Vizeweltmeisterin.
2008 siegte sie beim Obudu-Berglauf, dem höchstdotierten Bergrennen weltweit.
2009 gab sie ihr Debüt auf der Marathondistanz. Sie siegte beim Vienna City Marathon in einer Zeit 2:30:43 Stunden und verbesserte damit den österreichischen Landesrekord von Eva-Maria Gradwohl um acht Sekunden. Bei ihren Heimeuropameisterschaften im Berglauf in Telfes im Stubai im Rahmen des Schlickeralmlaufs erreichte sie die Bronzemedaille. Im November dieses Jahres zwang sie ein im Rahmen eines Verkehrsunfalles zugezogener Schlüsselbeinbruch zu einer Trainingspause.
Im September 2010 wurde sie in der slowenischen Stadt Kamnik Berglauf-Weltmeisterin.

### Olympische Sommerspiele 2012
Die Qualifikation für die Olympischen Sommerspiele 2012 gelang ihr am 30. Oktober 2011 beim Frankfurt-Marathon mit einer Zeit von 2:32:33 Stunden.
Beim olympischen Marathon am 5. August 2012 in London belegte sie mit 2:34:51 Stunden den 54. Platz.
Im September 2012 wurde sie in Italien erneut nach ihrem Erfolg 2010 Weltmeisterin im Berglauf.
Im August 2014 wurde sie in Weyer beim Powerman Austria Vizeeuropameisterin auf der Duathlon-Kurzdistanz. Im September errang sie in Italien ihren fünften Weltmeistertitel im Berglauf und ist seither alleinige Rekordsiegerin in dieser Disziplin.

### Olympische Sommerspiele 2016
Die Qualifikation für die Olympischen Sommerspiele 2016 gelang ihr im Oktober 2015 (wie schon 2011) beim Frankfurt-Marathon mit einer Zeit von 2:33:28 Stunden. Beim Olympiamarathon der Frauen erreichte sie Rang 64. Bei den Berglauf-Weltmeisterschaften im September in Saparewa Banja (Bulgarien) holte sie den bereits sechsten Titel.
Im Februar 2017 holte sich die damals 37-jährige Ärztin ihren ersten Weltmeistertitel im Skibergsteigen. Im Juni konnte sich die Oberösterreicherin in Bludenz bereits ihren zehnten Titel im Berglauf sichern.
Anfang März 2019 holte sie sich bei der Weltmeisterschaft im Skibergsteigen in Vilar (Schweiz) erneut den Titel im Vertical-Bewerb.
Andrea Mayr startet für den SV Schwechat und sie ist auch im Duathlon-Nationalteam des ÖTRV.
Von Beruf ist Andrea Mayr als Ärztin im Krankenhaus in Vöcklabruck tätig.

## Sportliche Erfolge
| Datum/Jahr    | Rang | Wettbewerb                           | Austragungsort | Zeit | Bemerkung                       |
| ------------- | ---- | ------------------------------------ | -------------- | ---- | ------------------------------- |
| 28. Feb. 2017 | 1    | Weltmeisterschaft der Skibergsteiger | Piancavallo    |      | Weltmeisterin im Vertikalbewerb |

| Datum/Jahr    | Rang | Wettbewerb                          | Austragungsort | Zeit       | Bemerkung                                          |
| ------------- | ---- | ----------------------------------- | -------------- | ---------- | -------------------------------------------------- |
| 24. Aug. 2014 | 2    | ETU Duathlon European Championships | Weyer          | 02:10:25,2 | Vizeeuropameisterin Duathlon beim Powerman Austria |
| 30. Mai 2004  | 4    | ITU Duathlon World Championships    | Geel           | 02:01:18   | Duathlon-Weltmeisterschaft auf der Kurzdistanz     |

| Datum/Jahr    | Rang | Wettbewerb                            | Austragungsort    | Zeit     | Bemerkung                                                               |
| ------------- | ---- | ------------------------------------- | ----------------- | -------- | ----------------------------------------------------------------------- |
| 23. Apr. 2017 | 1    | Staatsmeisterschaft 10 km Straßenlauf | Wien              |          | Österreichische Meisterin über 10 km im Rahmen des Vienna City Marathon |
| 14. Aug. 2016 | 64   | Olympische Sommerspiele 2016          | Rio de Janeiro    | 02:41:52 |                                                                         |
| 25. Okt. 2015 | 10   | Frankfurt-Marathon                    | Frankfurt am Main | 02:33:28 | qualifiziert für die Olympischen Sommerspiele 2016                      |
| 19. Apr. 2015 | 1    | Linz Marathon                         | Linz              | 01:11:34 | Österreichischer Rekord Halbmarathon                                    |
| 30. März 2014 | 1    | Staatsmeisterschaft 10 km Straßenlauf | Kremsmünster      |          | Österreichische Meisterin über 10 km                                    |
| 14. Sep. 2013 | 1    | Jungfrau-Marathon                     | Berner Oberland   | 03:20:20 | Siegerin mit neuem Streckenrekord                                       |
| 5. Aug. 2012  | 54   | Olympische Sommerspiele 2012          | London            | 02:34:51 |                                                                         |
| 30. Okt. 2011 |      | Frankfurt-Marathon                    | Frankfurt am Main | 02:32:33 | qualifiziert für die Olympischen Sommerspiele 2012                      |
| 2011          | 1    | Staatsmeisterschaft 10 km Straßenlauf | Osterreich        |          | Österreichische Meisterin über 10 km                                    |
| 18. Apr. 2010 | 5    | Vienna City Marathon                  | Wien              | 02:34:09 |                                                                         |
| 19. Apr. 2009 | 1    | Vienna City Marathon                  | Wien              | 02:30:43 |                                                                         |
| 2006          | 1    | Staatsmeisterschaft 10 km Straßenlauf | Osterreich        |          | Österreichische Meisterin über 10 km                                    |

| Datum/Jahr    | Rang | Wettbewerb                                   | Austragungsort               | Zeit        | Bemerkung                                                                              |
| ------------- | ---- | -------------------------------------------- | ---------------------------- | ----------- | -------------------------------------------------------------------------------------- |
| 15. Juli 2023 | 1    | Piz Tri Vertical                             | Malonno                      | 00:37:14    | neuer Streckenrekord                                                                   |
| 7. Juni 2023  | 1    | Berg- und Traillauf-Weltmeisterschaften 2023 | Innsbruck-Stubai             | 00:48:14    | siebter WM-Titel im Berglauf                                                           |
| 11. Aug. 2021 | 1    | Loferer Stoaberglauf                         | Pillerseetal                 | 00:50:03    | [ 20 ]                                                                                 |
| 28. Juli 2019 | 1    | Schlickeralmlauf                             | Telfes im Stubai             | 01:04:08    | vierter Sieg                                                                           |
| 29. Juli 2018 | 1    | Staatsmeisterschaft Berglauf                 | Telfes                       | 01:01:47,2  | dritter Sieg beim Schlickeralmlauf mit neuem Streckenrekord                            |
| 15. Juli 2018 | 1    | Großglockner Berglauf                        | Heiligenblut am Großglockner | 01:12:06    | 12,67 km und 1494 hm                                                                   |
| 6. Jan. 2018  | 1    | Vertical Up                                  | Hinterstoder                 |             | auf der Hannes-Trinkl-Strecke                                                          |
| 4. Juni 2017  | 1    | Staatsmeisterschaft Berglauf                 | Bludenz                      |             |                                                                                        |
| 11. Sep. 2016 | 1    | Berglauf-Weltmeisterschaften 2016            | Saparewa Banja               | 00:39:04    | sechster WM-Titel im Berglauf                                                          |

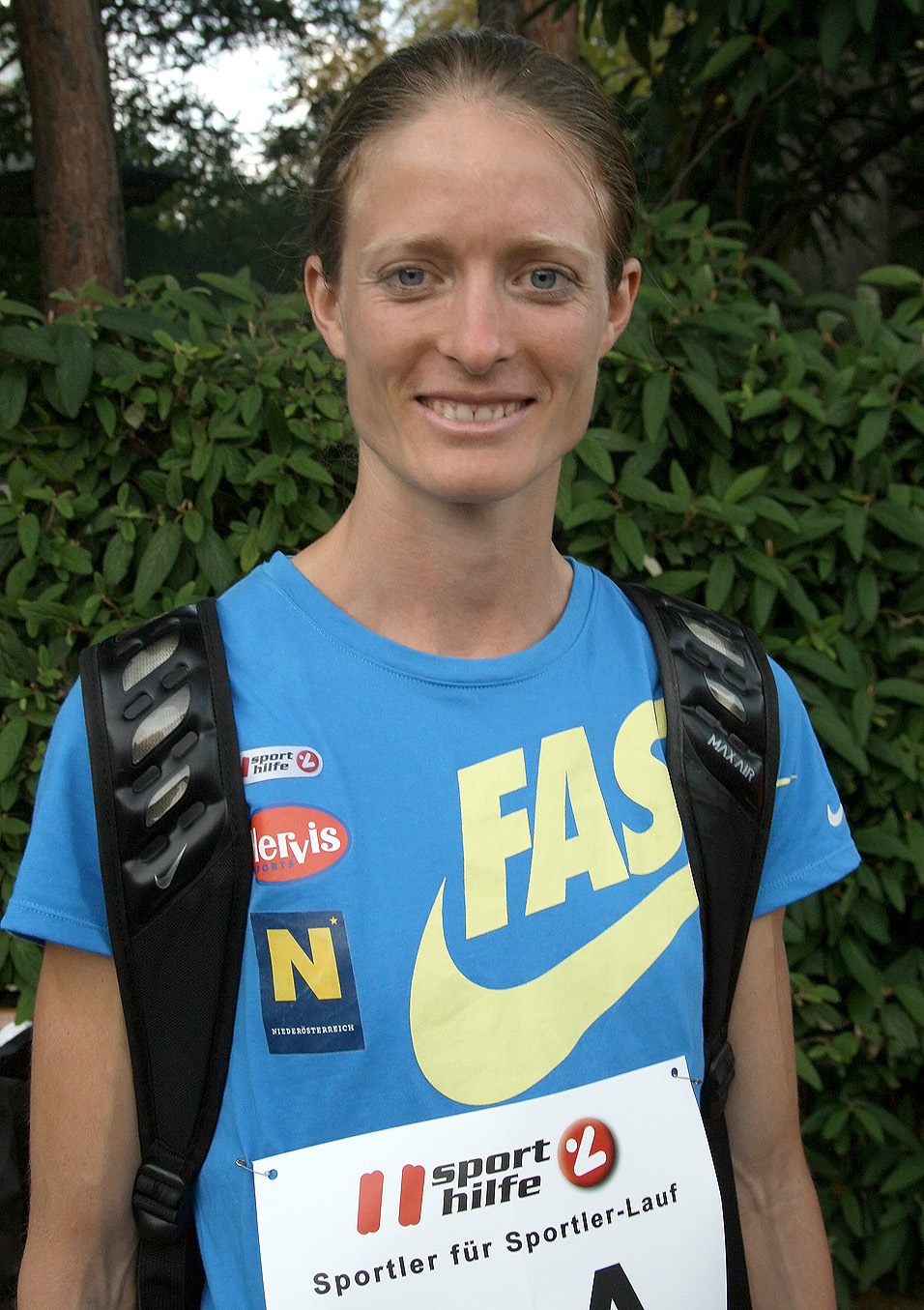
Andrea Mayr beim „Sportler für Sportler-Lauf“ der Österreichischen Sporthilfe im Wiener Stadtpark, 2011

| 31. Juli 2016 | 1    | Schlickeralmlauf                             | Telfes im Stubai             | 01:04:13    | zweiter Sieg mit neuem Streckenrekord                                                  |
| 5. Juni 2016  | 1    | Staatsmeisterschaft Berglauf                 | Schladming                   | 00:45:22    |                                                                                        |
| 19. Juli 2015 | 1    | Staatsmeisterschaft Berglauf                 | Schladming                   | 00:45:22,4  | zum neunten Mal Berglauf-Meisterin (8,9 km und 1080 hm)                                |
| 19. Sep. 2015 | DNS  | Berglauf-Weltmeisterschaften                 | Betws-y-Coed                 | –           | in Wales (8,9 km lange Strecke mit 478 m Höhendifferenz)                               |
| 19. Juli 2015 | 1    | Großglockner Berglauf                        | Heiligenblut am Großglockner | 01:22:51    | 12,67 km und 1494 hm                                                                   |
| 4. Juni 2015  | 1    | Berglauf-Europameisterschaften 2015          | Madeira                      |             | 8,2 km und 950 hm; Silbermedaille im Team, zusammen mit Susanne Mair und Sabine Reiner |
| 14. Sep. 2014 | 1    | Berglauf-Weltmeisterschaften 2014            | Casette di Massa             | 00:45:07    | Berglauf-Rekordweltmeisterin                                                           |
| 8. Juni 2014  | 1    | Muttersberglauf                              | Bludenz                      | 00:51:44    | Siegerin bei diesem Weltcup-Rennen in Vorarlberg                                       |
| 28. Juli 2013 | 1    | Schlickeralmlauf                             | Telfes im Stubai             | 01:04:27    | Streckenrekord                                                                         |
| 9. Juli 2013  | 1    | Berglauf-Europameisterschaften 2013          | Borovets                     | 00:51:49    | Berglauf-Europameisterin                                                               |
| 9. Sep. 2012  | 1    | Berglauf-Weltmeisterschaften 2012            | Ponte                        | 00:46:30    | Berglauf-Weltmeisterin                                                                 |
| 2012          | 1    | Kolsassberg Run                              | Kolsass                      | 00:27:20,10 |                                                                                        |
| 2011          | 1    | Kolsassberg Run                              | Kolsass                      | 00:26:09,20 |                                                                                        |
| 2010          | 1    | Kolsassberg Run                              | Kolsass                      | 00:26:57,00 |                                                                                        |
| 5. Sep. 2010  | 1    | Berglauf-Weltmeisterschaften 2010            | Kamnik                       | 00:49:30    | Berglauf-Weltmeisterin                                                                 |
| 26. Sep. 2009 | 1    | Schneeberglauf                               | Puchberg am Schneeberg       | 01:01:36    |                                                                                        |
| 11. Juli 2009 | 3    | Berglauf-Europameisterschaften 2009          | Telfes im Stubai             | 00:56:55    | Bronzemedaille Berglauf-EM, beim 21. Schlickeralmlauf                                  |
| 2008          | 1    | Kolsassberg Run                              | Kolsass                      |             |                                                                                        |
| 27. Sep. 2008 | 1    | Schneeberglauf                               | Puchberg am Schneeberg       | 00:58:21    | Streckenrekord                                                                         |
| 15. Sep. 2007 | 2    | Berglauf-Weltmeisterschaften                 | Ovronnaz                     | 00:39:52    | Berglauf-Vizeweltmeisterin (8,3 km mit 520 hm)                                         |
| 10. Sep. 2006 | 1    | Berglauf-Weltmeisterschaften 2006            | Bursa                        | 00:47:11    | Berglauf-Weltmeisterin                                                                 |
| 2006          | 1    | Kolsassberg Run                              | Kolsass                      |             |                                                                                        |
| 2005          | 1    | Berglauf-Europameisterschaften 2005          |                              |             | Berglauf-Europameisterin                                                               |
| 2004          | 2    | Berglauf-Europameisterschaften 2004          |                              |             | Berglauf-Vizeeuropameisterin                                                           |

| Datum/Jahr   | Rang | Wettbewerb                | Austragungsort | Zeit  | Bemerkung                 |
| ------------ | ---- | ------------------------- | -------------- | ----- | ------------------------- |
| 2007         | 1    | Taipei 101 Run-Up-Race    | Taipeh         |       |                           |
| 7. Feb. 2006 | 1    | Empire State Building Run | New York City  | 11:23 |                           |
| 2006         | 1    | Taipei 101 Run-Up-Race    | Taipeh         |       |                           |
| 1. Feb. 2005 | 1    | Empire State Building Run | New York City  | 11:51 |                           |
| 2005         | 1    | Taipei 101 Run-Up-Race    | Taipeh         |       | Höchstes Gebäude der Welt |
| 3. Feb. 2004 | 1    | Empire State Building Run | New York City  | 12:08 |                           |

(DNF – Did Not Finish)

### Ehrungen
- 2008: Österreichische Leichtathletin des Jahres (Goldener Emil)
- 2009: Österreichische Leichtathletin des Jahres – bravo
- 2011: Goldenes Ehrenzeichen für Verdienste um die Republik Österreich

### Österreichische Staatsmeisterin
- 1500 m Lauf: 2007
- 5000 m Lauf: 2008
- 10.000 m Lauf: 2003, 2004, 2006, 2007, 2008, 2010, 2011, 2014
- 1500 m Lauf (Indoor): 2007, 2008
- 3000 m Lauf (Indoor): 2003, 2004, 2005, 2007, 2008, 2011
- 3000 m Hindernis: 2001, 2003, 2004, 2006, 2007, 2008, 2009, 2010
- 10-km-Straßenlauf: 2006, 2011, 2014, 2016, 2017
- Halbmarathon: 2008, 2010, 2013
- Crosslauf: 2005, 2006, 2007, 2008, 2013, 2017
- Berglauf: 2002, 2003, 2006, 2009, 2012, 2013, 2014, 2015, 2016, 2017, 2018, 2021

### Europa- und Weltmeisterin
- Europameisterin Berglauf 2005, 2013, 2015
- Weltmeisterin Berglauf 2006, 2008, 2010, 2012, 2014, 2016, 2023
- Weltmeisterin Skibergsteigen 2017

### Berglauf-Meisterschaften
- Siegerin bei der Berglauf World Trophy (inoffizielle Berglauf-WM) 2008
- 2. Platz WMRA Grand Prix Gesamtwertung 2009
- 1. Platz WMRA Grand Prix Gesamtwertung 2010

### Rad
- Österreichische Meisterin im Bergfahren 2004, 2006 und 2013